# Walter Ayoví
Walter Orlando Ayoví Corozo (ur. 11 sierpnia 1979 w Esmeraldas) – ekwadorski piłkarz grający na pozycji lewego pomocnika.
Od stycznia 2015 posiada również obywatelstwo meksykańskie.

## Kariera klubowa
Pierwszym klubem Ayovíego w karierze był Rocafuerte FC. W 1999 roku zadebiutował w jego barwach w trzeciej lidze, a już w 2000 trafił do pierwszej ligi Ekwadoru, do zespołu Emelec Guayaquil. Od początku stał się podstawowym zawodnikiem zespołu i w pierwszym sezonie dotarł z nim do półfinału Copa Merconorte. W 2001 roku dotarł do finału tego pucharu, jednak Emelec przegrał w finale po serii rzutów karnych z kolumbijskim Millonarios FC. W tym samym sezonie wywalczył swój pierwszy w karierze tytuł mistrza Ekwadoru, a w 2002 roku wraz z Emelekiem obronił ten tytuł.
W 2003 roku Walter odszedł do lokalnego rywala Emeleku, Barcelony. W klubie tym spędził dwa sezony, jednak nie osiągnął sukcesów ani na niwie krajowej, ani międzynarodowej. Był bliski przejścia do niemieckiej Arminii Bielefeld, jednak transfer ten nie doszedł do skutku, a w 2004 roku zmienił barwy klubowe na Al-Wasl Dubaj ze Zjednoczonych Emiratów Arabskich. W 2005 roku wrócił do Barcelony, a na początku 2006 wyjechał do stolicy kraju, Quito i podpisał kontrakt z zespołem CD El Nacional. W tym samym sezonie po raz trzeci w karierze został mistrzem kraju.
Na początku 2009 roku Ayoví został piłkarzem meksykańskiego CF Monterrey.

## Kariera reprezentacyjna
W reprezentacji Ekwadoru Ayoví zadebiutował 7 czerwca 2001 roku w zremisowanym 0:0 towarzyskim spotkaniu z USA. W 2002 roku został powołany przez selekcjonera Hernána Darío Gómeza do kadry na Mistrzostwa Świata 2002. Tam był rezerwowym i nie wystąpił w żadnym spotkaniu. Był bliski wyjazdu na Mistrzostwa Świata w Niemczech, jednak ostatecznie nie znalazł uznania w oczach Luisa Fernando Suáreza i na Mundial nie pojechał. W 2007 roku wystąpił we dwóch meczach Copa América 2007: z Meksykiem (1:2) oraz z Brazylią (0:1).